# Erik Frey
Pour les articles homonymes, voir Frey.
Erik Viktor Laurenz Emil Frey (né le 1er mars 1908 à Vienne, mort le 2 septembre 1988 dans la même ville) est un acteur autrichien.

## Biographie
Frey étudie après sa maturité la germanistique et prend des cours de théâtre privés auprès d'Albert Heine (de). Il fait ses débuts sur les planches en 1927 et a des engagements avec le Volkstheater de Vienne, à Brême, Hambourg (Deutsches Schauspielhaus et Thalia Theater), au Deutschen Theater de Prague et au Staatstheater de Berlin.
De 1935 à sa mort, il appartient à l'ensemble du Theater in der Josefstadt. En 1948 et à partir de 1962, il fait de la mise en scène. Il participe à plusieurs reprises au Festival de Salzbourg. Il joue une grande variété de rôles, du jeune amant au héros tragique, surtout des personnalités de haut rang.
Il a les mêmes rôles dans sa carrière au cinéma qui commence en 1936. Il incarne souvent des caractères négatifs comme des supérieurs antipathiques ou des rivaux froids calculateurs des héros. Il apparaît fréquemment comme un officier de haut rang tel que le général Friedrich Olbricht dans C'est arrivé le 20 juillet, ou bien il est l'empereur François-Joseph dans Louis II de Bavière et Mayerling - le dernier amour du fils de Sissi.
Avant l'Anschluss, Erik Frey adhère au NSDAP, alors illégal en Autriche. Lors de son procès au cours de la dénazification, il affirme avoir rêvé d'un Grand Reich allemand, mais n'avait aucune idée des atrocités commises. De plus, lui et l'acteur Robert Horky font en 1933 et 1934 de la propagande auprès du personnel du Theater in der Josefstadt. Le 23 avril 1938, Rudolf Beer (de), grand directeur du théâtre viennois, se fait expulser de sa loge par Erik Frey et Robert Valberg (de). Peu après, des membres nazis s'en prennent à Beer dans la rue. Le 9 mai, Beer se suicide au gaz dans son appartement.
Erik Frey s'est marié deux fois, avec les actrices Jane Tilden puis Susi Witt.

## Filmographie
- 1931 : Das Lied vom Leben d'Alexis Granowsky
- 1936 : L'Amour et l'Art (Burgtheater)
- 1937 : Millionäre
- 1939 : Mademoiselle
- 1939 : Das jüngste Gericht
- 1940 : Le Maître de poste de Gustav Ucicky
- 1940 : Liebe ist zollfrei (de)
- 1940 : Dreimal Hochzeit
- 1941 : Jenny détective (Jenny und der Herr im Frack) de Paul Martin
- 1941 : Brüderlein fein
- 1942 : Wien 1910 de E. W. Emo
- 1942 : Die heimliche Gräfin
- 1942 : Späte Liebe
- 1943: Reisebekanntschaft
- 1943: Die goldene Fessel
- 1943: Am Ende der Welt
- 1944: Ein Blick zurück
- 1944: Das Herz muß schweigen
- 1946: Glaub an mich
- 1947: Das unsterbliche Antlitz
- 1948: Le Procès de Georg Wilhelm Pabst
- 1948: Gottes Engel sind überall
- 1948: Das andere Leben
- 1948: Liebe Freundin
- 1949: Eroïca de Walter Kolm-Veltée
- 1949: Vagabunden der Liebe
- 1950: Cordula
- 1951: The Magic face
- 1951: La Guerre des valses
- 1951: Maria Theresia
- 1952: Saison in Salzburg
- 1952: Vienne, premier avril an 2000
- 1952: Fräulein Casanova
- 1953: Une valse pour l'empereur (Kaiserwalzer) de Franz Antel
- 1953: Ich und meine Frau
- 1953: Drei, von denen man spricht
- 1953: Auf der grünen Wiese (de)
- 1953: Hab’ ich nur Deine Liebe (de)
- 1953: Der unsterbliche Lump
- 1954: Manœuvres impériales (Kaisermanöver) de Franz Antel
- 1954: L'Écho des montagnes (Echo der Berge)
- 1954 : Le Beau Danube bleu (Ewiger Walzer) de Paul Verhoeven
- 1954: Louis II de Bavière
- 1954: La Fin d'Hitler
- 1955: Spionage
- 1955: Le Secret d'une doctoresse
- 1955: C'est arrivé le 20 juillet : Friedrich Olbricht
- 1955: Sa fille Pierre
- 1955: Sarajevo
- 1955: Die Försterbuben (de)
- 1955: Mayerling - le dernier amour du fils de Sissi
- 1956: Försterliesel
- 1956: Die liebe Familie
- 1956: Dort oben, wo die Alpen glühen (de)
- 1956: La Merveilleuse Aventure (Durch die Wälder, durch die Auen) de Georg Wilhelm Pabst
- 1957: Vacances au Tyrol
- 1957: Le Chant du bonheur
- 1957: L'Aubergiste des bords du Danube (Die Lindenwirtin vom Donaustrand)
- 1957: Sissi face à son destin
- 1957: L'Ingénue de Vienne (Die unentschuldigte Stunde)
- 1957: Encore mineure (Unter Achtzehn)
- 1957: Der Kaiser und das Wäschermädel (de)
- 1957: Eva küßt nur Direktoren
- 1958: Im Prater blüh'n wieder die Bäume
- 1958: Man müßte nochmal zwanzig sein
- 1958: Nachtschwester Ingeborg
- 1959: Jacqueline (de)
- 1960: Agent double
- 1960: Le Brave Soldat Chvéïk (Der brave Soldat Schwejk)
- 1961: Un homme dans l'ombre
- 1961: Der Bauer als Millionär
- 1963: Le Cardinal d'Otto Preminger
- 1965: 3. November 1918
- 1971: Hochwürden drückt ein Auge zu (de)
- 1976: Unternehmen V2
- 1976: Feuerwerk
- 1977: Die Standarte d'Ottokar Runze
- 1978: Der Mann im Schilf
- 1978: Götz von Berlichingen mit der eisernen Hand (de)
- 1988: Trostgasse 7

Télévision
- 1959 : Der Verräter
- 1960 : Le Génial Révolté (The Magnificent Rebel) (téléfilm)
- 1961: Die Türen knallen
- 1962: Donadieu
- 1962: Professor Bernhardi
- 1964: Eine Frau ohne Bedeutung
- 1965: An der schönen blauen Donau
- 1966: Samba
- 1970: Rebell in der Soutane
- 1971: Blaue Blüten
- 1971: Kaiser Karls letzte Schlacht
- 1971: Geliebtes Scheusal
- 1974: Nichts als Erinnerung
- 1981: Wie der Mond über Feuer und Blut (de)
- 1981: Tarabas
- 1986: Maria Stuart
- 1988: Wiener Walzer

## Source de la traduction
- (de) Cet article est partiellement ou en totalité issu de l’article de Wikipédia en allemand intitulé « Erik Frey » (voir la liste des auteurs).